# トルクメニスタン・カップ
トルクメニスタン・カップ (英語: Turkmenistan Cup、トルクメン語: Türkmenistanyň kubogy) は、トルクメニスタンサッカー連盟が主催するトルクメニスタン国内のサッカーカップ戦である。
トルクメニスタン・カップは独立後の1993年から開始された。試合はすべてノックアウト方式で開催される。
2015年現在において最も優勝回数の多いクラブは6回優勝のコペトダグ・アシガバートであり、FCバルカンが4回でこれに続いている。

## 優勝クラブ

### ソビエト連邦時代
| - 1936 ロコモティフ・アシガバート - 1937 ギジル・ゴシュン・アウィ・アシガバート - 1938 ロコモティフ・アシガバート - 1939 ディナモ・アシガバート - 1940 ディナモ・アシガバート - 1941-43 非開催 - 1944 ロコモティフ・アシガバート - 1945 ディナモ・アシガバート - 1946 ディナモ・アシガバート - 1947 ディナモ・アシガバート | - 1948 非開催 - 1949 スパルタク・アシガバート - 1950 非開催 - 1951 ロコモティフ・マル - 1952 DOSAアシガバート - 1953 DOSAアシガバート - 1954 ハシル・アシガバート - 1955 ディナモ・アシガバート - 1956 スパルタク・アシガバート - 1957 ギジル・メタリスト・アシガバート | - 1958 ギジル・メタリスト・アシガバート - 1959 DOSAアシガバート - 1960 ギャミグルルシク・ザヴォディ・チャルジョウ - 1961 セルヘチ・アシガバート - 1962 ウィルディズ・ギジラルバート - 1963 セルヘチ・アシガバート - 1964 ウィルディズ・ギジラルバート - 1965 セルヘチ・アシガバート - 1966 セルヘチ・アシガバート - 1967 セルヘチ・アシガバート | - 1968 セルヘチ・アシガバート - 1969 セルヘチ・アシガバート - 1970 セメンチ・ビュズメイン - 1971 セメンチ・ビュズメイン - 1972 エンルゴグルルシクチ・マル - 1973 ロコモティフ・チャルジョウ - 1974 ネビチ・クラスノヴォドスク - 1975 ネビチ・クラスノヴォドスク - 1976 ネビチ・クラスノヴォドスク - 1977 サトリク・マル | - 1978 サトリク・マル - 1979 サトリク・マル - 1980 ネビチ・クラスノヴォドスク - 1981-86 非開催 - 1987 ロトル・アシガバート - 1988 サパク・アシガバート - 1989 ネビチ・クラスノヴォドスク - 1990 非開催 - 1991 オバホジャリクテフニカ・アシガバート - 1992 コペトダグ・アシガバート |

### 独立以降
優勝クラブの一覧。
| シーズン | 優勝                         | 準優勝                   | スコア         |
| -------- | ---------------------------- | ------------------------ | -------------- |
| 1993     | コペトダグ・アシガバート     | メルヴ・マル             | 4-0            |
| 1994     | コペトダグ・アシガバート     | トゥーラン・ダショグズ   | 2-0            |
| 1995     | トゥーラン・ダショグズ       | コペトダグ・アシガバート | 4-3            |
| 1996/97  | コペトダグ・アシガバート     | ニサ・アシガバート       | 2-0            |
| 1998     | ニサ・アシガバート           | FCバルカン               | 3-0            |
| 1999     | コペトダグ・アシガバート     | FCバルカン               | 3-1            |
| 2000     | コペトダグ・アシガバート     | ニサ・アシガバート       | 5-0            |
| 2001     | コペトダグ・アシガバート     | FCバルカン               | 2-0            |
| 2002     | ガラグム・テュルクメナバート | サガダム・トルクメンバシ | 0-0 (4-2 pens) |
| 2003     | FCバルカン                   | ニサ・アシガバート       | 2-1 (aet)      |
| 2004     | FCバルカン                   | アスダリク・アシガバート | 1-0            |
| 2005     | メルヴ・マル                 | コペトダグ・アシガバート | 1-1 (3-1 pens) |
| 2006     | HTTUアシガバート             | コペトダグ・アシガバート | 0-0 (7-6 pens) |
| 2007     | サガダム・トルクメンバシ     | メルヴ・マル             | 1-0 (aet)      |
| 2008     | メルヴ・マル                 | HTTUアシガバート         | 2-1            |
| 2009     | FKアルティン・アシル         | メルヴ・マル             | 3-0            |
| 2010     | FCバルカン                   | FKアルティン・アシル     | 3-2            |
| 2011     | HTTUアシガバート             | FCアシガバート           | 0-0 (4-2 pens) |
| 2012     | FCバルカン                   | HTTUアシガバート         | 2-1            |
| 2013     | FKアハル                     | FKアルティン・アシル     | 2-1            |
| 2014     | FKアハル                     | FCバルカン               | 3-2            |
| 2015     | FKアルティン・アシル         | サガダム・トルクメンバシ | 0-0 (7-6 pens) |
| 2016     | FKアルティン・アシル         | FCアシガバート           | 4-0            |
| 2017     | FKアハル                     | サガダム・トルクメンバシ | 4-0            |
| 2018     | コペトダグ・アシガバート     | FC Energetik Mary        | 0-0 (5-4 pens) |
| 2019     | FKアルティン・アシル         | FKアハル                 | 3-0            |

## クラブ別の成績
| クラブ                       | 優勝 | 準優勝 | 優勝年                                      | 準優勝年               |
| ---------------------------- | ---- | ------ | ------------------------------------------- | ---------------------- |
| コペトダグ・アシガバート     | 7    | 3      | 1993, 1994, 1996/97, 1999, 2000, 2001, 2018 | 1995, 2005, 2006       |
| FCバルカン                   | 4    | 4      | 2003, 2004, 2010, 2012                      | 1998, 1999, 2001, 2014 |
| FKアルティン・アシル         | 4    | 2      | 2009, 2015, 2016, 2019                      | 2010, 2013             |
| FKアハル                     | 3    | 1      | 2013, 2014, 2017                            | 2019                   |
| メルヴ・マル                 | 2    | 3      | 2005, 2008                                  | 1993, 2007, 2009       |
| HTTUアシガバート             | 2    | 2      | 2006, 2011                                  | 2008, 2012             |
| ニサ・アシガバート           | 1    | 3      | 1998                                        | 1996/97, 2000, 2003    |
| サガダム・トルクメンバシ     | 1    | 3      | 2007                                        | 2002, 2015, 2017       |
| トゥーラン・ダショグズ       | 1    | 1      | 1995                                        | 1994                   |
| ガラグム・テュルクメナバート | 1    | -      | 2002                                        |                        |
| FCアシガバート               | -    | 2      | -                                           | 2011, 2016             |
| アスダリク・アシガバート     | -    | 1      | -                                           | 2004                   |
| FC Energetik Mary            | -    | 1      | -                                           | 2018                   |